# Kochmeister Frigyes
Báró Kochmeister Frigyes (Sopron, 1816. november 22. – Budapest, 1907. szeptember 11.) az 1864-ben megalakított Pesti Áru- és Értéktőzsde első elnöke.

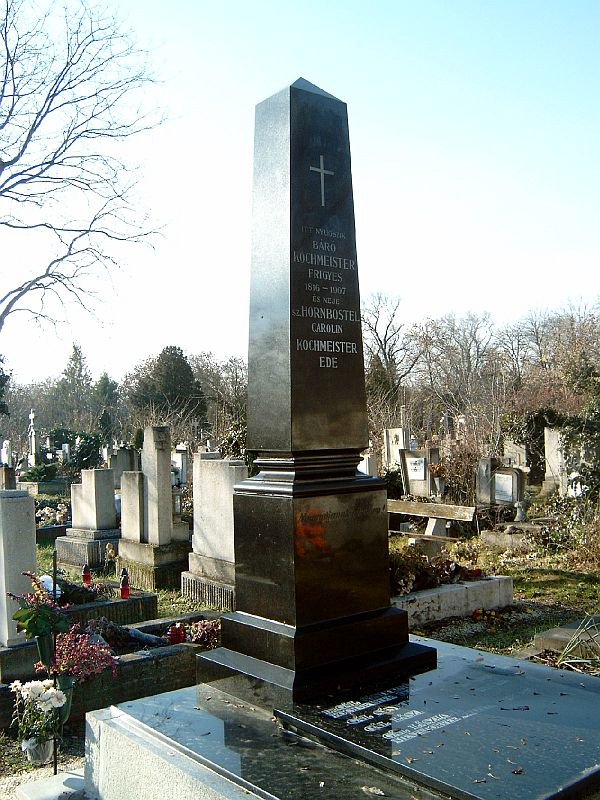
Sírja az Új köztemetőben (16/14-1-12/13)

## Ifjúkora
Korán árvaságra jutott. A helyi iskolák elvégzése után a bécsi polytechnikumon folytatta tanulmányait. Tanulmányai után Pesten, Török Frigyes droguista üzletében nyert alkalmazást. Kereskedelmi elfoglaltsága mellett a pesti egyetemen vegyészeti előadásokat hallgatott. Látókörét tovább szélesítette, amikor 1841-ben bejárta Európát, megfordult többek között Franciaországban, Olaszországban, Németországban, Belgiumban és Angliában.

## Üzleti tevékenysége
Egyesítve az otthonról hozott gyógyszerészet iránti érdeklődését, valamint kereskedelmi tapasztalatát és Európa-szerte kiépített kapcsolatait, 1842-ben Budapesten gyógyáru-nagykereskedést és terményáruüzletet nyitott. E  kis  boltból  később  híres  nagykereskedés  lett,  amely  hosszú  ideig  meghatározó  szereplője  volt  az  ország  gyógyszerellátásának. Ezt követően gyógyszerkészítő laboratóriumot hozott létre, majd megszervezte a gyarmatáru-kereskedelmet.

## A Budapesti Áru- és Értéktőzsde elnökeként
Kochmeister Frigyes 1864-ben részt vett a Budapesti Áru- és Értéktőzsde megalapításában, melynek első elnökévé választották – e tisztségét több mint 30 évig, egészen 1900-ig töltötte be. A magyar tőzsde leghosszabb ideig regnáló elnöke, Kochmeister Frigyes a legendák szerint igencsak népszerű volt a korabeli alkuszok körében. A Pesti Áru- és Értéktőzsde megnyitásakor kitért a tőzsdék nemzetközi jelentőségére is, valamint beszédében felkérte a gazdákat, gyárosokat, iparosokat, alkuszokat, hogy „iparkodjanak a tőzsdének rendes és szorgalmas látogatása és üzleteiknek lehetőleg a tőzsdén való kötése által intézményünknek egészséges és erőteljes életet biztosítani”.

## Társadalmi szerepvállalása
Kochmeister Frigyes pályafutását a tőzsde elnöksége mellett is igen aktív társadalmi szerepvállalás jellemezte. Számos szervezet, társaság létrehozásában segédkezett, és közülük sokban töltött be tekintélyes pozíciókat.  1859-ben megválasztották a Pesti Kereskedelmi és Iparkamara elnökévé, és egyike volt a Kereskedelmi Akadémia, a Lloyd-társaság és a pesti gabonatársaság alapítóinak is. Részt vett a Magyar Általános Hitelbank 1867-es megalapításában és annak vezetésében egyaránt. 1874-ben az országos protestáns árvaház elnökévé választották, miután az általa adományozott 80 ezer forintból építették fel a társaság épületét. Kochmeister Frigyest osztrák és magyar bárói ranggal is kitüntették. Budapesten, 1907-ben halt meg.
Az ekkor „Rákóczi-út melletti temetőnek” nevezett Kerepesi úti temetőben kísérték utolsó útjára, s a felesége, Hornbostel Karolina 1895. évi halála után 1897-re elkészült, Strobl Alajos-féle domborművel díszített családi sírban helyezték örök nyugalomra. 1953-ban a temetőrész felszámolása során a család hamvait az Új köztemetőben emelt obeliszk formájú síremlékbe temették át. A Strobl síremlék a Fiumei úti sírkertben maradt s Márkus József sírjára került át.

## Kochmeister-díj
A  Kochmeister-díjat  a  Budapesti Értéktőzsde (BÉT) 2004-ben  alapította.  Az ösztöndíjpályázatot a magyarországi gazdasági, pénzügyi képzést folytató egyetemek és főiskolák azon 35  év  alatti,  magyar  és  külföldi  diákjai  számára  hirdeti meg  a BÉT évről  évre,  akik  a  magyar  felsőoktatásban nappali, esti és levelező tagozatos egyetemistaként, főiskolásként vesznek részt, illetve PhD, MBA vagy másoddiplomás hallgatók.  A  pályázaton  részt  vehetnek  külföldi  egyetemeken,  főiskolákon  tanuló magyar diákok is, mind egyénileg, mind 1-3 fős csoportokban. Az ösztöndíj célja, hogy anyagi támogatással segítse a tőkepiac egészségesen fenntartható, hosszú távú fejlődését szem előtt tartó hallgatók tanulmányát. A pályázat nyertesei számára egyszeri pénzbeli támogatást, ösztöndíjat nyújt a BÉT .